# Некрасов, Виктор Григорьевич
Виктор Григорьевич Некрасов — советский хозяйственный, государственный и политический деятель.

## Биография
Родился в 1923 году в селе Самарское. Член КПСС.
Участник Великой Отечественной войны. С 1952 года — на хозяйственной, общественной и политической работе. В 1952—1997 — горновой доменного цеха, старший мастер на Магнитогорском металлургическом комбинате, начальник доменного цеха, главный инженер, директор Орско-Халиловского металлургического комбината, главный аглодоменщик отдела перспективного развития и реконструкции ОАО «НОСТА».
Умер в Новотроицке в 1997 году.